# Krieselit
Krieselit ist ein sehr selten vorkommendes Inselsilikat aus der Mineralklasse der „Silicate und Germanate“. Er kristallisiert im orthorhombischen Kristallsystem mit der chemischen Zusammensetzung Al2GeO4(F,OH)2 und ist damit chemisch gesehen ein Aluminium-Germanat mit zusätzlichen Fluorionen (F−) und Hydroxidionen (OH−). Die in der runden Klammer angegebenen Fluor- und Hydroxidionen können sich in der Formel jeweils gegenseitig vertreten (Substitution, Diadochie), stehen jedoch immer im selben Mengenverhältnis zu den anderen Bestandteilen des Minerals.
Krieselit entwickelt faserige Aggregate bis zu 50 µm Länge, die zu Krusten zusammentreten. Einzelne Fasern stellen dabei keilförmige Aggregate aus Blättchen nach {110} dar. Ferner existieren auch halbkugelige Aggregate bis zu 200 μm Durchmesser.

## Etymologie und Geschichte
Als Entdecker des Krieselits gilt der deutsche Mineralsammler Markus Ecker aus Spiesen, der das 1994 von einem Mineralhändler gekaufte Mineral zur Bestimmung übergeben hatte. Entsprechende Untersuchungen führten zur Feststellung des Vorliegens eines neuen Minerals, welches 2000 von der International Mineralogical Association (IMA) anerkannt und 2010 von einem deutschen Forscherteam mit Jochen Schlüter, Thorsten Geisler, Dieter Pohl und Thomas Stephan als Krieselit beschrieben wurde. Benannt wurde das Mineral nach dem deutschen Chemiker Friedrich Wilhelm Kriesel, der um 1920 Chefchemiker und Leiter des Laboratoriums der Tsumeb Mine war. Kriesel entdeckte gleichzeitig mit Otto Hermann August Pufahl (1855–1924) die Elemente Germanium und Gallium im damals in der Tsumeb Mine erstmals aufgefundenen Germanit.
Typmaterial des Minerals (Holotyp) wird im Mineralogischen Museum der Universität Hamburg in Deutschland (Standort MMHH, Katalog-Nr. TS 385) aufbewahrt.

## Klassifikation
In der veralteten 8. Auflage der Mineralsystematik nach Strunz war der Krieselit noch nicht aufgeführt.
In der zuletzt 2018 überarbeiteten Lapis-Systematik nach Stefan Weiß, die formal auf der alten Systematik von Karl Hugo Strunz in der 8. Auflage basiert, erhielt das Mineral die System- und Mineralnummer IV/C.22-005. Dies entspricht der Klasse der „Oxide und Hydroxide“ und dort der Abteilung „Oxide mit dem Stoffmengenverhältnis Metall : Sauerstoff = 2 : 3 (M2O3 und verwandte Verbindungen)“, wo Krieselit zusammen mit Carboirit eine unbenannte Gruppe mit der Systemnummer IV/C.22 bildet.
Die von der International Mineralogical Association (IMA) zuletzt 2009 aktualisierte 9. Auflage der Strunz’schen Mineralsystematik ordnet den Krieselit in die Klasse der „Silikate und Germanate“ und dort in die Abteilung „Inselsilikate (Nesosilikate)“ ein. Hier ist das Mineral in der Unterabteilung „Inselsilikate mit zusätzlichen Anionen; Kationen in [4]er-, [5]er- und/oder nur [6]er-Koordination“ zu finden, wo es zusammen mit Topas die „Topasgruppe“ mit der Systemnummer 9.AF.35 bildet.
In der vorwiegend im englischen Sprachraum gebräuchlichen Systematik der Minerale nach Dana hat Krieselit die System- und Mineralnummer 52.03.01.02. Das entspricht der Klasse der „Silikate“ und dort der Abteilung „Inselsilikate: SiO4-Gruppen und O, OH, F und H2O“. Hier findet er sich innerhalb der Unterabteilung „Inselsilikate: SiO4-Gruppen und O, OH, F und H2O mit Kationen nur in [6]-Koordination“ in der „Topasgruppe“, in der auch Topas eingeordnet ist.

## Chemismus
Krieselit bildet das germaniumdominante Analogon zum siliziumdominierten Topas und stellt ferner auch das fluordominante Analogon zum synthetischen hydroxyldominierten Al2GeO4(OH)2 dar.
Er hat die gemessene Zusammensetzung (Al1,860Ga0,102As3+0,036Zn0,020Mg0,016Fe3+0,012Na0,009Sb3+0,005Ti0,003Cu0,001)Σ=2,064(Ge0,844Al0,143Si0,013)Σ=1,000O4(F1,103OH0,897)Σ=2,000. Diese Formel kann vereinfacht als Al2GeO4(F,OH)2 geschrieben werden. Krieselit ist damit ein weiterer Vertreter der germaniumhaltigen Minerale in Tsumeb; von den 23 derzeit (2016) bekannten Germanium-Mineralen sind damit immerhin fünfzehn auch in Tsumeb gefunden worden, die bis auf zwei hier auch alle ihre Typlokalität haben.

## Kristallstruktur
Krieselit kristallisiert im orthorhombischen Kristallsystem in der Raumgruppe Pnma (Raumgruppen-Nr. 62) mit den Gitterparametern a =  4,809 Å; b =  9,111 Å und c =  8,536 Å sowie vier Formeleinheiten pro Elementarzelle.
Krieselit ist, genau wie synthetisches Al2GeO4(OH)2, isotyp (isostrukturell) mit Topas. In Analogie zur Struktur des Topases kann die Struktur des Krieselits als eine dichtgepackte Anordnung von Anionen (O2−, OH−, F−) mit Al3+ auf einem Drittel der Oktaeder-Positionen und Si4+ auf einem Zwölftel der Tetraeder-Positionen beschrieben werden. Sie besteht aus [GeO4]4−-Gruppen, die oktaedrische Ketten von Al[O4(F,OH)2]−7–Oktaedern in Zickzack-Form parallel zur c-Achse [001] verbinden. Vier der sechs das Al3+-Ion umgebenden Anionen gehören zum [GeO4]4−-Tetraeder, wohingegen die beiden verbleibenden Anionen entweder F−- oder OH−-Gruppen darstellen. Im synthetischen Al2GeO4(OH)2 wird das Si der tetraedrischen Positionen des Topases durch Ge4+ und untergeordnet auch Al3+ ersetzt.

## Eigenschaften

### Morphologie

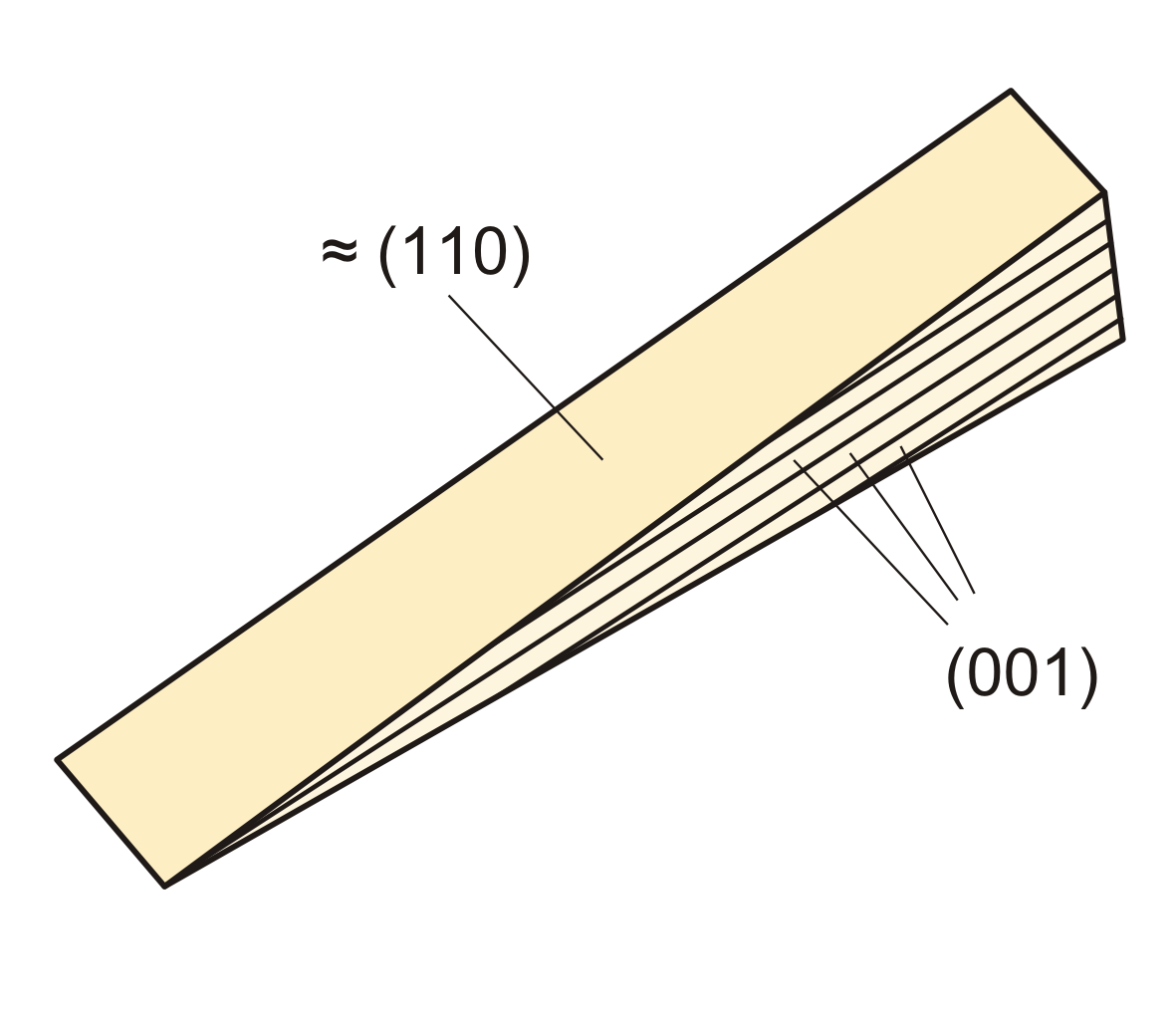
Zeichnung eines keilförmigen Aggregates aus Krieselit-Kristallen aus der Tsumeb Mine

Krieselit bildet halbkugelige Aggregate bis zu 0,2 mm Durchmesser sowie Krusten aus Fasern, die bis zu 50 μm Länge und bis zu 5 μm Dicke erreichen. Die Fasern ihrerseits stellen Packungen aus feinen Blättchen dar, die zu keilförmigen Gebilden zusammentreten. Die Blättchen sind parallel (110) angeordnet. Der Eindruck eines Keils wird dabei aufgrund der abnehmenden Länge der Blättchen entlang der Faserachse [110] erzeugt. Die dadurch auftretenden Keilflächen sind in nicht signifikantem Maß gegen die Blättchen geneigt und können nicht indiziert werden. Die lange und dünne Fläche der einzelnen Blättchen wird von jeweils {001} gebildet und erzeugt den Eindruck einer Fläche an der Seite des Keils – was in Übereinstimmung zur beobachteten parallelen optischen Auslöschung steht.

### Physikalische und chemische Eigenschaften
Die Kristalle des Krieselits sind beigefarben bis weiß, die Strichfarbe des Minerals wird mit weiß angegeben. Die Oberflächen der durchscheinenden Kristalle weisen einen fettartigen Glanz auf.
Das Mineral besitzt keine Spaltbarkeit, bricht aber ähnlich wie Sillimanit oder Andalusit uneben. Mit einer Mohshärte von 5,5 bis 6,5 gehört Krieselit zu den mittelharten bis harten Mineralen, die sich teils etwas leichter, teils etwas schwerer als das Referenzmineral Orthoklas mit einer Stahlfeile ritzen lassen. Die berechnete Dichte des Minerals liegt bei 4,069 g/cm³.

## Bildung und Fundorte
Das Mineral konnte bisher (Stand 2016) nur an seiner Typlokalität gefunden werden. Als Typlokalität gilt die weltberühmte Cu-Pb-Zn-Ag-Ge-Cd-Lagerstätte der „Tsumeb Mine“ (Tsumcorp Mine) in Tsumeb, Region Oshikoto, Namibia.
Krieselit ist ein typisches Sekundärmineral und bildete sich in der Oxidationszone der in Dolomitsteinen sitzenden hydrothermalen polymetallischen Erzlagerstätte Tsumeb. Es sitzt in Hohlräumen im Tennantit-Chalkosin-Galenit-Germanit-Erz. Begleitminerale sind Quarz, Wulfenit, Anglesit und Graphit, wobei Verwachsungen zwischen Krieselit, Wulfenit und Graphit beobachtet worden sind. In einem anderen Fund wird Krieselit von Schneiderhöhnit und Stottit begleitet.
Für die erste untersuchte Stufe (Typstufe) sind weder der genaue Fundort noch das Fundjahr bekannt. Die Stufen, an denen Krieselit später identifiziert wurde, stammen von der 29. Sohle der Tsumeb Mine und wurden hier 1972 geborgen.

## Verwendung
Mit GeO2-Gehalten von rund 38 % wäre Krieselit ein reiches Germaniumerz. Allerdings handelt es sich mit nur wenigen bekannten Stufen um eines der seltensten Sekundärminerale des Tsumeb Mine und ist daher ausschließlich für den Mineralsammler interessant.